# Honingham
Honingham is een civil parish in het bestuurlijke gebied Broadland, in het Engelse graafschap Norfolk met 358 inwoners.